# Halowe Mistrzostwa Europy w Lekkoatletyce 1987 – bieg na 60 m mężczyzn
Bieg na 60 metrów mężczyzn – jedna z konkurencji biegowych rozgrywanych podczas halowych lekkoatletycznych mistrzostw Europy w  hali Stade couvert régional w Liévin. Eliminacje, półfinały i bieg finałowy zostały rozegrane 21 lutego 1987. Zwyciężył reprezentant Polski Marian Woronin, dla którego był to piąty tytuł mistrzowski; poprzednio zwyciężył w 1979, 1980, 1981 (w biegu na 50 metrów) i 1982. W półfinale ustanowił halowy rekord Europy z czasem 6,52 s, który w finale poprawił na 6,51 s. Tytułu zdobytego na poprzednich mistrzostwach nie obronił Ronald Desruelles z Belgii, który tym razem odpadł w półfinale.

## Rezultaty

### Eliminacje
Rozegrano 4 biegi eliminacyjne, do których przystąpiło 22 biegaczy. Awans do półfinałów dawało zajęcie jednego z pierwszych dwóch miejsc w swoim biegu (Q). Skład półfinałów uzupełniło czterech zawodników z najlepszym czasem wśród przegranych (q).
Opracowano na podstawie materiału źródłowego.
Bieg 1
| Miejsce | Zawodnik           | Czas | Uwagi |
| ------- | ------------------ | ---- | ----- |
| 1       | Antonio Ullo       | 6,64 | Q     |
| 2       | José Javier Arqués | 6,69 | Q     |
| 3       | Christian Haas     | 6,71 | q     |
| 4       | Elliot Bunney      | 6,72 |       |
| 5       | Wiktor Bryzhin     | 6,73 |       |

Bieg 2
| Miejsce | Zawodnik          | Czas | Uwagi |
| ------- | ----------------- | ---- | ----- |
| 1       | Marian Woronin    | 6,63 | Q     |
| 2       | Antoine Richard   | 6,66 | Q     |
| 3       | Mike McFarlane    | 6,67 | q     |
| 4       | Attila Kovács     | 6,73 |       |
| 5       | Matthias Schlicht | 6,77 |       |
| 6       | Jouni Myllymäki   | 6,84 |       |

Bieg 3
| Miejsce | Zawodnik          | Czas | Uwagi |
| ------- | ----------------- | ---- | ----- |
| 1       | Walentin Atanasow | 6,61 | Q     |
| 2       | Ronald Desruelles | 6,64 | Q     |
| 3       | Bruno Marie-Rose  | 6,66 | q     |
| 4       | Andreas Berger    | 6,74 |       |
| 5       | Harri Nevavuo     | 6,79 |       |
| 6       | Tommy Björnquist  | 6,97 |       |

Bieg 4
| Miejsce | Zawodnik             | Czas | Uwagi |
| ------- | -------------------- | ---- | ----- |
| 1       | František Ptáčník    | 6,60 | Q     |
| 2       | Pierfrancesco Pavoni | 6,61 | Q     |
| 3       | Anri Grigorow        | 6,69 | q     |
| 4       | Max Morinière        | 6,72 |       |
| 5       | Ingo Todt            | 6,81 |       |

### Półfinały
Rozegrano 2 biegi półfinałowe, w których wystartowało 12 biegaczy. Awans do finału dawało zajęcie jednego z trzech pierwszych miejsc w swoim biegu (Q).
Opracowano na podstawie materiału źródłowego.
Bieg 1
| Miejsce | Zawodnik          | Czas | Uwagi |
| ------- | ----------------- | ---- | ----- |
| 1       | Marian Woronin    | 6,52 | Q,    |
| 2       | František Ptáčník | 6,58 | Q     |
| 3       | Antonio Ullo      | 6,59 | Q     |
| 4       | Bruno Marie-Rose  | 6,60 |       |
| 5       | Mike McFarlane    | 6,64 |       |
| 6       | Christian Haas    | 6,66 |       |

Bieg 2
| Miejsce | Zawodnik             | Czas | Uwagi |
| ------- | -------------------- | ---- | ----- |
| 1       | Pierfrancesco Pavoni | 6,59 | Q     |
| 2       | Walentin Atanasow    | 6,59 | Q     |
| 3       | Antoine Richard      | 6,61 | Q     |
| 4       | José Javier Arqués   | 6,64 |       |
| 5       | Anri Grigorow        | 6,67 |       |
| 6       | Ronald Desruelles    | 6,68 |       |

### Finał
Opracowano na podstawie materiału źródłowego.
| Miejsce | Zawodnik             | Czas | Uwagi |
| ------- | -------------------- | ---- | ----- |
| 1       | Marian Woronin       | 6,51 | ER    |
| 2       | Pierfrancesco Pavoni | 6,58 |       |
| 3       | František Ptáčník    | 6,61 |       |
| 3       | Antonio Ullo         | 6,60 |       |
| 5       | Walentin Atanasow    | 6,62 |       |
| 6       | Antoine Richard      | 6,63 |       |